# المشيرفه (المفرق)
المشيرفه منطقة سكنية تقع في لواء البادية الشمالية الغربية، محافظة المفرق في الأردن. تنتمي المنطقة لقضاء حوشا الذي يضم 11 منطقة. يقدر عدد سكانها بـ 232 نسمة حسب إحصاء 2015.

## الوصلات الخارجية
- دائرة الاحصاءات العامة